# Kisporuba
Kisporuba (szlovákul Liptovská Porúbka) község Szlovákiában, a Zsolnai kerületben, a Liptószentmiklósi járásban. A 20. század elején nevét Ortovényra változtatták, de ez nem bizonyult maradandónak.

## Fekvése
Liptószentmiklóstól 10 km-re délkeletre, a Vág partján fekszik.

## Története
A település a 14. században a Szent-Iványi család birtokán keletkezett, lakói földművesek, kosárfonók voltak. Első említése 1377-ben posessioként „Crisonporuba” alakban történik. Neve arra utal, hogy a falu erdőirtással a német jog alapján keletkezett, régi névelőtagja pedig Krizsán nevű telepítő soltészára és első bírójára utal. 1784-ben 68 háza és 878 lakosa volt.
A 18. század végén Vályi András így ír róla: „PORUBKA. Tót falu Liptó Vármegyében, földes Ura Szentiványi Uraság, lakosai katolikusok, és evangyélikusok, fekszik Sz. Ivánhoz nem meszsze, mellynek filiája, határjának egy része hegyes, piatzozása Sz. Miklóson 2 órányira, legelője nem elég, földgye termékeny, határja többnyire síkos, fája is van mind a’ kétféle, első osztálybéli.”
1828-ban 91 házában 1285 lakos élt, akik mezőgazdasággal, tutajozással, kosárfonással foglalkoztak. 1848-49-ben az itteni bíró Michal Frniak volt, a liptói szlovák felkelők egyik szervezője.
Fényes Elek 1851-ben kiadott geográfiai szótárában így ír a faluról: „Kis-Poruba, tót falu, Liptó vmegyében, 7 kath., 1267 evang., 11 zsidó lak. Evang. anyatemplom. – A Vágh mellett fekszik, igen közel Hradekhez. Határa nagy, de sovány; erdeje, szép juhai számosak; lakosai hajókáznak, fuvaroznak, vásznat-szőnek stb. F. u. Szentiványi, s többen. Ut. p. Okolicsna.”
Evangélikus temploma 1918-ban épült. A trianoni békeszerződés idején Liptó vármegye Liptóújvári járásához tartozott.
A templom környékén volt a szlovák nemzeti felkelés liptói központja. Lakói tevékenyen segítették a környékbeli partizánokat. A falu 1945. január 31-én szabadult fel a megszállás alól. 1971 és 1992 között Liptóújvár része volt.
Ma lakói közül sokan Liptóújvár és Liptószentmiklós üzemeiben dolgoznak.

## Népessége
| Év:            | 1994. | 2004.    | 2014.   | 2024.   |
| -------------- | ----- | -------- | ------- | ------- |
| Emberek száma: | 997   | 1169     | 1172    | 1233    |
| Eltérés:       |       | +17,25 % | +0,25 % | +5,20 % |

| Év:            | 2023. | 2024.   |
| -------------- | ----- | ------- |
| Emberek száma: | 1232  | 1233    |
| Eltérés:       |       | +0,08 % |

1910-ben 1333, túlnyomórészt szlovák lakosa volt.
2001-ben 1140 lakosából 988 szlovák és 134 cigány volt.
2011-ben 1156 lakosából 1039 szlovák és 45 cigány.

## Nevezetességei
- Evangélikus temploma 1914 és 1918 között épült.

## Külső hivatkozások
- Hivatalos oldal
- Községinfó
- Kisporuba Szlovákia térképén
- E-obce.sk Archiválva 2008. március 5-i dátummal a Wayback Machine-ben